# Sergiusz z Tella
Sergiusz z Tella (ur. ?, zm. 546) – w latach 544–546 37. syryjsko-prawosławny Patriarcha Antiochii.